# Zgrada, Tomislavov trg 11 (Samobor)
Zgrada na Tomislavovom trgu 11, građevina u mjestu i gradu Samobor, zaštićeno kulturno dobro.

## Opis
Dvokatnica ugrađenog tipa dio je poteza kuća koje određuje južnu fasadu glavnog gradskog trga. Sagrađena je prema projektu Franje Gabrića, godine 1908., za ljekarnika Mirka Kleščića. U prizemlju je ljekarna K zlatnom anđelu, a na katovima su stanovi. Kontinuitet funkcije održan je do danas, kao i uređenje i oprema ljekarne. Pročelje prema trgu oblikovano je po uzoru na bečku secesiju, s karakterističnim oblikovnim elementima i vokabularom, uz uporabu keramičkih pločica, kovine, pozlate. Iznad vijenca u zoni krovišta postavljena su dva krilata ženska poprsja (anđela). Kuća je reprezentativan i vrlo kvalitetan primjer secesije s očuvanim izvornim interijerom ljekarne.

## Zaštita
Pod oznakom Z-4668 zaveden je kao nepokretno kulturno dobro - pojedinačno, pravna statusa zaštićena kulturnog dobra, klasificirano kao "sakralna graditeljska baština".